# Condado de Bingham
O Condado de Cassia é um dos 44 condados do Estado americano do Idaho. A sede do condado é Blackfoot, que é também a sua maior cidade. O condado tem uma área de 5491 km² (dos quais 66 km² estão cobertos por água), uma população de 41 735 habitantes, e uma densidade populacional de 7,7 hab/km² (segundo o censo nacional de 2000). O condado foi fundado em 1885 e o seu nome é uma homenagem ao militar Henry H. Bingham (1841-1912).